# Gvozdena ruka
Gvozdena ruka je 5. epizoda serijala YU Blek obјavljena u Lunov magnus stripu #495. Epizoda je premijerno u bivšoj Jugoslaviji objavljena u januaru 1982. godine. Koštala je 20 dinara (0,48 $; 1,11 DEM). Imala je 60 strana. Izdavač јe bio Dnevnik iz Novog Sada. Autor korica je bio Sibin Slavković.

## Kratak sadržaj
Trojica prijatelja preobučena u sveštenike ulazi u gužvu sa crvenim mundirima u blizini Portlanda. Jedan od njih je Harry, poznat kao Gvozdena ruka. Blek, Rodi i Profesor ih prate jer žele da ih odvedu advokatu Konoliju koji za njih ima zadatak. U engleskoj komandi prave planove kako da uhvate Gvozdenu ruku u nadi da će to izazvati paniku među pobunjenicima. Englezi postavljaju zamku u kanjonu Bleku i Gvozdenoj ruci, ali Profesor smišlja plan kako da se izvuku. Opkoljeni s obe strane, Blek i grupa se skrivaju u pećini i uspevaju da se odbrane. Englezi čekaju noć da bi ih napali, ali grupa već beži na vrh planine i baca kamenje na Engleze. Nakon što su sredili engleske vojnike, Blek i prijatelji kreću dalje. Nailaze na devojku koja se davi u reci. Blek je spašava i vraća bogatom ujaku u raskošni dvorac. Otac nudi Bleku i prjateljima prenoćište. Blek uskoro otkriva da se radi o zamci.

## YU Blek
Ovo je 5. epizoda YU Bleka na kome je radila grupa jugoslovenskih strip crtača i scenarista od 1978. do početka devedesetih  godina 20. veka.  Ovu epizodu nacrtao je Branko Plavšić, a scenario napisao Svetozar Obradović. Prve dve epizode objavljene su u LMS #296. i #300, nakon čega je usledila pauza. Za to vreme je u LMS objavljivan Veliki Blek francuskih autora, počevši od epizode Mali traper (#304). YU Blek se od #489. smenjivao sa francuskim autorima do kraja izlaska edicije 1991. godine.

## Repriza epizode
Epizoda je reprizirana u okviru edicije Edizioni IF u #119, koja je u Italiji izašla u junu 2013. godine pod nazivom Braccio di ferro. Prevod ove sveske objavljen je u Hrvatskoj u izdanju Ludensa 2024. godine pod nazivom Čelična ruka, ali kao #112. Cena sveske iznosila je 3,85 € u Hrvatskoj, a u Srbiji se prodavala po 450 din (3,82 €).

## Prethodna i naredna sveska V. Bleka u LMS
Prethodna epizoda Velikog Bleka u LMS nosila je naziv Crne marame (#492), a naredna Ostrvo crnih vitezova (#499). 
Pogledati Spisak epizoda edicije Lunov magnus strip